# Сертификат о высшем образовании (Великобритания)
Сертификат о высшем образовании (англ. Certificate of Higher Education, CertHE или Cert.H.E.) это университетская квалификация в системе высшего образования Великобритании, которая присуждается после одного года обучения при полной учебной нагрузке (full-time) или двух лет при частичной нагрузке (part-time) в университете.

## Обзор
Система высшего образования Великобритании отличается наличием большого числа квалификаций высшего образования. Помимо бакалавра и магистратуры, существуют такие квалификации, как Certificate of Higher Education (CertHE) и Diploma of Higher Education (DipHE), которые предоставляют студентам больше гибкости при получении высшего образования.
Срок обучения по CertHE составляет один год при полной учебной нагрузке (full-time) или два года при частичной нагрузке (part-time) в университете. CertHE подтверждает оконченное высшее образование на уровне undergraduate длинной в 1 академический год. Сертификат о высшем образовании может присваиваться по различным академическим дисциплинам.
CertHE соответствует 4 уровню в национальной рамке квалификаций Англии, Уэльса и Северной Ирландии, а в Шотландии — 7 уровню Шотландской рамки квалификаций (Scottish Credit and Qualifications Framework).
Выпускники программы получают право использовать постноминал CertHE после своего имени (например, John Smith, CertHE), что подтверждает их университетскую квалификацию.